# Palaeopsyche melanias
Palaeopsyche melanias är en fjärilsart som beskrevs av Perkins 1905. Palaeopsyche melanias ingår i släktet Palaeopsyche och familjen Epipyropidae. Inga underarter finns listade i Catalogue of Life.